# 迪内
迪内（法語：Dunet，法語發音：[dynɛ]）是法国安德尔省的一个市镇，位于该省西南部，属于勒布朗区。

## 地理
迪内（46°28'5"N, 1°17'29"E）面积9.24 平方千米，位于法国中央-卢瓦尔河谷大区安德尔省，该省份为法国中部省份，北起卢瓦-谢尔省，西北接安德尔-卢瓦尔省，西南接维埃纳省，南至克勒兹省和上维埃纳省，东临谢尔省。
与迪内接壤的市镇（或旧市镇、城区）包括：沙亚克、利尼亚克、普里萨克、萨谢尔热圣马尔坦。

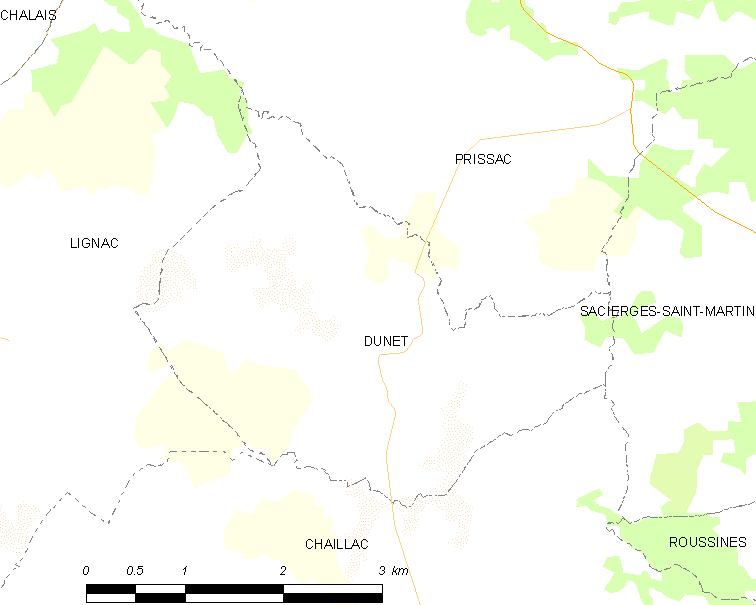
迪内的OSM定位图

迪内的时区为UTC+01:00、UTC+02:00（夏令时）。

## 行政
迪内的邮政编码为36310，INSEE市镇编码为36067。

## 政治
迪内所属的省级选区为圣戈捷县。

## 人口

1962-2008年间迪内人口变化图示

迪内于2022年1月1日时的人口数量为103人。